# Lyssna, Herren talar så
Lyssna, Herren talar så är en sång med text från 1889 av Frederick Booth-Tucker och som sjungs till en engelsk melodi av okänt ursprung.

## Publicerad i
- Frälsningsarméns sångbok 1929 som nr 420 under rubriken "Strid och verksamhet - Under striden".
- Frälsningsarméns sångbok 1968 som nr 465 under rubriken "Strid Och Verksamhet - Kamp och seger".
- Frälsningsarméns sångbok 1990 som nr 626 under rubriken "Strid och kallelse till tjänst".